# Liliac la fereastră
Liliac la fereastră este o pictură în ulei pe pânză din 1879 a artistei americane Mary Cassatt, care se află în colecția Metropolitan Museum of Art din New York.
Este una dintre puținele naturi moarte pe care le-a realizat și a fost deținută inițial de colecționarul de artă parizian Moyse Dreyfus. Cassatt i-a fost prezentată de prietenii ei impresioniști, iar el i-a devenit prieten și patron în perioada sa timpurie. Cassatt a inclus un portret al său, Domnul Moyse Dreyfus, în cadrul prezentării sale la cea de-a patra expoziție impresionistă din 1879.